# Centrale nucléaire de Pathfinder
Pour les articles homonymes, voir Pathfinder.
Le Réacteur de Pathfinder, considéré comme le premier réacteur nucléaire mondial, était installé près de Sioux Falls dans le Dakota du Sud aux États-Unis.

## Description
Ce réacteur était un réacteur à eau bouillante (REB) :
- Pathfinder : 59 MWe, mis en service en 1966, arrêté en 1967[2].

Réacteur converti en réacteur conventionnel à la suite de problèmes techniques et après seulement une année d'exploitation.

## Histoire
La centrale a été construite par la compagnie Northern States Power.

Le site a d'abord été occupé par le réacteur de Pathfinder construit à l'origine comme une installation nucléaire pilote qui a permis de réussir ultérieurement les installations de Monticello et de Prairie Island. Ensuite Pathfinder a été convertie en une centrale combinée à fuel et à gaz qui n'est plus exploitée à ce jour.

Le site est connu depuis 1994 sous le nom de Centrale Angus Anson avec deux unités conventionnelles installées pour répondre au besoin de tranches supplémentaires dans la région de Sioux Falls.